# CMQ Televisión
CMQ (indicativo) fue una red cubana de radio y televisión.

## Historia
Se inició el 12 de marzo de 1933 como una estación de radio en La Habana y posteriormente se convirtió en redes nacionales de radio y televisión. Como cadena de radio fue un competidor directo de RHC-Cadena Azul. Sus estudios estaban ubicados en el edificio denominado Radiocentro, inaugurado el 12 de marzo de 1948.
La Cuba prerrevolucionaria fue un receptor temprano de las nuevas tecnologías, incluyendo la televisión. Cuba fue el primer país latinoamericano en tener televisión. En diciembre de 1946, la estación CM-21P realizó una transmisión experimental en vivo desde distintos puntos. Las transmisiones comerciales de manera regular se iniciaron el 24 de octubre de 1950 con Unión Radio TV, liderada por Gaspar Pumarejo. Esta fue seguida por CMQ-TV de Goar Mestre Espinosa en el canal 6, que inició sus emisiones experimentales el 18 de diciembre de 1950. CMQ-TV sería inaugurada oficialmente el 11 de marzo de 1951, y se convirtió en una afiliada de la NBC.
Para 1954, CMQ-TV se había expandido en una red compuesta por siete estaciones. Con la red CMQ, Cuba se convirtió en el segundo país en el mundo en tener una red nacional de televisión.
Con el triunfo de la Revolución cubana en 1959, y la posterior eliminación de la publicidad en 1960, CMQ-TV pasó a ser controlada por el Estado, y se convirtió en lo que actualmente es Cubavisión.

## Línea de tiempo
Fuente: Encyclopedia of Television, Volume 1, Horace Newcomb, p.636
- 1952: Se establece una red de conexiones por vídeo entre las capitales provinciales.
- 1952: El kinescopio comienza a ser usado de manera regular.
- 1954: CMQ-TV transmite las Series Mundiales entre Estados Unidos y Cuba usando un avión como un relé.
- 1957: Transmisión en directo de señales en vivo entre Estados Unidos y Cuba, usando el sistema "Over the Horizon".